# Louvignies (België)
Louvignies is een dorp in de Belgische provincie Henegouwen. Het ligt in Chaussée-Notre-Dame-Louvignies, een deelgemeente van Zinnik.

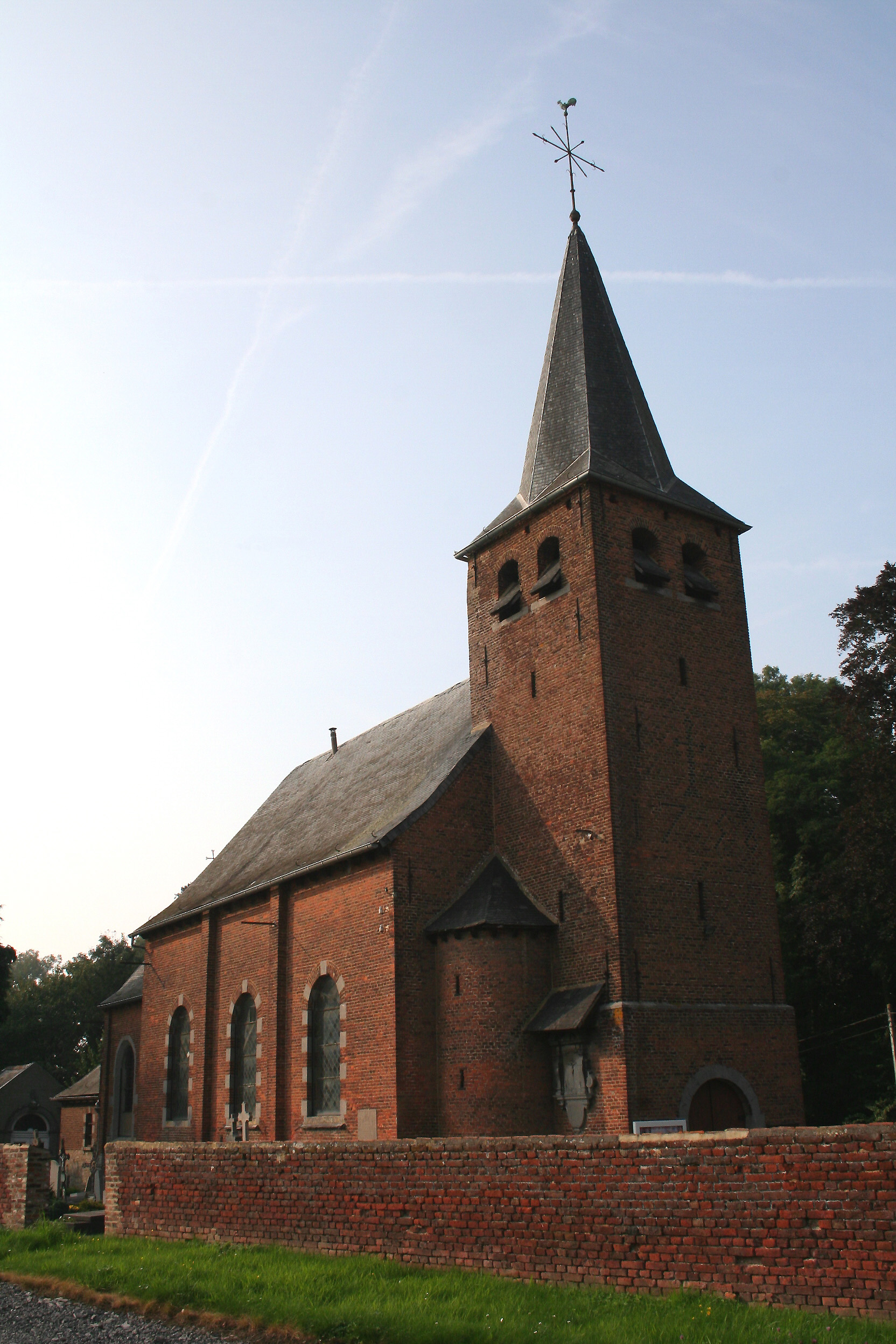
Église Sainte-Radegonde

## Geschiedenis
Op het eind van het ancien régime werd Louvignies een gemeente, maar deze werd in 1805 alweer opgeheven en samengevoegd met de gemeente Chaussée-Notre-Dame, dat een kilometer ten noordoosten ligt, in de nieuwe gemeente Chaussée-Notre-Dame-Louvignies.

## Bezienswaardigheden
- De Sint-Radegundiskerk (Église Sainte-Radegonde) is een bakstenen classicistisch kerkgebouw van 1738. Het kerkmeubilair is hoofdzakelijk 18e-eeuws.
- Het Kasteel van Louvignies (Château de Louvignies), vanouds een herenzetel die al in 1589 werd beschreven. Huidige gebouwen van 1878-1885 in eclectische stijl met een Engelse landschapstuin.

## Natuur en landschap
Louvignies ligt aan de Chaussée Brunehaut op een hoogte van 98 meter aan de kerk.

## Nabijgelegen kernen
Neufvilles, Chaussée-Notre-Dame, Lombise, Cambron-Saint-Vincent, Montignies-lez-Lens
Deelgemeenten: Casteau · Chaussée-Notre-Dame-Louvignies · Horrues · Naast · Neufvilles · Thieusies · Zinnik

Overige dorpen en gehuchten: Chaussée-Notre-Dame · La Gage · Louvignies

Belgische gemeenten · Arrondissement Zinnik · Henegouwen · Wallonië